# Віцин Георгій Михайлович
Гео́ргій Миха́йлович Ві́цин (рос. Гео́ргий Миха́йлович Ви́цин; *5 (18) квітня 1917, Петроград — †22 жовтня 2001, Москва, Росія) — радянський та російський актор. Народний артист СРСР (1990). Сам Георгій Михайлович стверджував, що з'явився на світ на рік раніше. З дитинства був сором'язливим. Тому, щоб подолати свою закомплексованість, вирішив стати актором. А для початку обрав шкільний театр.

## Біографія
Після закінчення школи Георгій вступив до училища Малого театру. Але незабаром його відрахували з формулюванням «за легковажне ставлення до навчального процесу». Восени Віцин склав іспити до Театрального училища ім. Євг. Вахтангова студії МХАТ-2, де вчився з 1934 по 1935 рік.
У 1936-му його прийняли у трупу театру-студії під керівництвом великого актора Миколи Хмєльова. Студію незабаром перейменували в Московський театр імені М. Єрмолової. Тут Віцин був провідним актором, улюбленцем глядачів. Про нього із задоволенням писали критики, і ніхто тоді уявити не міг, що людина з такою блискучою сценічною кар'єрою може назавжди покинути театр заради кінематографа.
Дебютував у кіно в картині Григорія Козинцева «Бєлінський» (1951), втіливши на екрані образ Гоголя. А от слава й популярність прийшла в середині 50-х — після фільму «Запасний гравець», де він одержав роль Васі Вєснушкіна (1954). Перед зйомками актор цілий місяць щодня тренувався на стадіоні, щоб «зігнати жир». А на репетиції боксерського двобою так розійшовся, що всерйоз атакував Павла Кадочникова, який займався цим видом спорту професійно. Останній зреагував автоматично. У результаті Віцин опритомнів з тріщиною в ребрі, але з майданчика не пішов — продовжив зніматися, затягнувши грудну клітку рушником.
У стрічці «Вона вас кохає» (1956) за сценарієм передбачався складний трюковий епізод на водних лижах, що повинен був виконувати дублер. Проте режисер вирішив «взяти на слабо» Віцина. Разом зі сценаристом вони написали лист від імені «шанувальниці Клави», в якому та нібито повідомляла, що особисто спостерігатиме, як її улюблений актор їздить на водних лижах. Георгій Михайлович лист прочитав, зніматися погодився, весь епізод відпрацював блискуче, але наприкінці сказав режисерові: «А от ім'я дівчині могли б цікавіше придумати».
Паралельно Віцин був задіяний і в детективних, історичних, ліричних фільмах. Григорій Козинцев збирався зробити з нього позитивного кіногероя «з легким нальотом іронії», планував навіть зняти його в ролі Гамлета. Але почався другий період творчості актора — "епоха «Труса».

## Епоха «Труса»
Його тендітна й субтильна фігура виникла поруч з «Бывалым» — Моргуновим і «Балбесом» — Нікуліним. «Трус» Віцина в комедіях «Пес Барбос і незвичайний крос» (1961), «Самогонники» (1961), «Операція „Ы“» (1965), «Кавказька полонянка» (1966), «Сім старих та одна дівчина» був поетичним, ліричним, недовірливим, таким собі інтелігентом з комуналки.

### Актор про себе
«За акторським амплуа „Трус“ мені дуже близький, — говорив Георгій Віцин. — Я якось відразу його відчув і часто під час зйомок імпровізував. Наприклад, пригадуєте в „Кавказькій полонянці“, коли мною вибивають двері і я лечу у вікно? Я додав один штрих — „Трус“ летить і кричить: „Побережись!“. Або ще одна імпровізація — я біжу за Варлей і лякаюся хустки, що впала. А коли Моргунову робили укол, я запропонував, щоб шприц залишився в його сідниці й розмірено погойдувався. Найулюбленішою ж моєю знахідкою став епізод, коли „Трус“, „Балбес“ і „Бывалый“ вирішили стояти на смерть перед автомобілем „полонянки“, і „Трус“, якого міцно тримають товариші, б'ється в конвульсіях».

## Фільмографія
- 1945: «Іван Грозний» — опричник
- 1945: «Здрастуй, Москва!» — залізничник на станції «Дольськ»
- 1946: «Глінка» — глядач на прем'єрі
- 1947: «Весна» — актор, що репетирує роль Гоголя
- 1951: «Бєлінський» — Микола Васильович Гоголь
- 1952: «Композитор Глінка» — Микола Васильович Гоголь
- 1954: «Запасний гравець» — Василь (Вася) Вєснушкін
- 1954: «Ми з вами десь зустрічалися» — відпочивальник
- 1955: «Мексиканець» — Білл Карті
- 1955: «Максим Перепелиця» — дід Мусій
- 1955: «Дванадцята ніч» — Сер Ендрю Егьючійк
- 1956: «Вона вас кохає» — Костянтин Петрович Канарейкин
- 1956: «Поет» — антрепренер вечора поезії
- 1956: «Вбивство на вулиці Данте» — Піту
- 1957: «Борець і клоун» — Енріко
- 1957: «Дон Кіхот» — Карраско
- 1957: «Новий атракціон» — Семен Ілліч, адміністратор цирку
- 1958: «Кружляння життя» (короткометражний) — перукар
- 1958: «Батьки і діти» — Ситников
- 1958: «Наречений з того світу» — Петро Петрович Фікусов
- 1958: «Дівчина з гітарою» — покупець з Дніпропетровська
- 1958: «Чудотворець з Бірюльово» (короткометражний) — алкаш
- 1959: «Василь Суриков» — Ілля Юхимович Рєпін
- 1959: «Я був супутником Сонця» — вчений, колега Андрія
- 1959: «Як посварився Іван Іванович з Іваном Никифоровичем» — Микола Васильович Гоголь
- 1960: «Кінець старої Березівки» — учитель геометрії
- 1960: «Три оповідання Чехова» новела «Помста» (короткометражний) — Федір Федорович Дегтярьов
- 1961: «Дресирувальники» (короткометражний) — дідусь
- 1961: «Пес Барбос і незвичайний крос» — Боягуз
- 1961: «Самогонники» — Боягуз
- 1961: «Артист із Коханівки» — Кузьма
- 1962: «Як народжуються тости» (короткометражний) — Плющ, рахівник тресту, предкульткомісії
- 1962: «Шлях до причалу» — Веліканкін, п'яниця у витверезнику
- 1962: «Ділові люди» — Сем, авантюрист
- 1962: «Мовчать тільки статуї» — Жак Мельє
- 1963: «Короткі історії» — чоловік
- 1963: «Каїн XVIII» — кат
- 1963: «Мамочка і два трутня» (короткометражний) — відвідувач котлетної
- 1963: «Перший тролейбус» — п'яний пасажир
- 1963: «Сліпий птах» — пасажир поїзда
- 1964: «Естрадна фантазія» — дідусь Олени
- 1964: «Одруження Бальзамінова» — Михайло Дмитрович Бальзамінов
- 1964: «Зайчик» — Федір Михайлович, помічник режисера
- 1964: «Казка про втрачений час» — Андрій Андрійович, злий чарівник
- 1964: «Що таке теорія відносності?» (короткометражний) — актор
- 1964: «Весняні турботи» — Салазкін Пуд Олексійович
- 1965: «Буває і так» (кіноальманах) — Назлієв
- 1965: «У першу годину» — гість «Блакитного вогника»
- 1965: «Дайте книгу скарг» — завідувач відділом у магазині одягу
- 1965: «Новорічний календар» — «брат Август», гість «Блакитного вогника»
- 1965: «Операція «И» та інші пригоди Шурика» — Боягуз
- 1965: «Дорога до моря» — Олександр Терентійович, бригадир
- 1966: «Колекція Капи» (фільм-спектакль) — Гранаткин
- 1966: «Червоне, синє, зелене» — директор музею
- 1966: «Хто вигадав колесо?» — дядя Коля
- 1966: «Казки російського лісу» — Боягуз
- 1966: «Формула веселки» — директор фабрики іграшок
- 1966: «Кавказька полонянка, або Нові пригоди Шурика» — Боягуз
- 1967: «Врятуйте потопаючого» — майор міліції / старий в панамці
- 1967: «Тетянин день» — чоловік, який запропонував нове літочислення
- 1968: «Гольфстрім» — батько Ігоря
- 1968: «Сім старих та одна дівчина» — грабіжник (Боягуз)
- 1968—1981: «Кабачок „13 стільців“» (фільм-спектакль) — критик пан Одіссей Ципа
- 1968: «Стара, стара казка» — добрий чарівник
- 1968: «О тринадцятій годині ночі» — Водяний
- 1969: «Вчора, сьогодні і завжди» — тітонька Беррі
- 1969: «Викрадення» — артист Віцин, камео
- 1970: «Крок з даху» — англієць
- 1970: «Як ми шукали Тішку» — Степанов, старшина міліції
- 1970: «Опікун» — Олексій Павлович Тебеньков, алкоголік і дармоїд
- 1971: «Весняна казка» — цар Берендей
- 1971: «12 стільців» — монтер Мечников
- 1971: «Пожежі не буде!» (Короткометражний) — Петро, шофер
- 1971: «Тінь» — доктор
- 1971: «Смертний ворог» — Єгор
- 1971: «Джентльмени удачі» — Гаврило Петрович Шереметьєв, він же «Хмир»
- 1972: «Тютюновий капітан» — кухар Мутон з «Лева і каструлі»
- 1972: «Масштабні хлопці» — прораб Афанасьєв
- 1973: «А ви кохали коли-небудь?» — Яків Іванович Нікольський / мама Ніни Дмитрівни
- 1973: «Земля Санникова» — Ігнатій
- 1973: «Моя доля» — п'яниця з гребінцем
- 1973: «Невиправний брехун» — Олексій Іванович Тютюрін
- 1973: «Чиполліно» — адвокат Горошок
- 1974: «Дорогий хлопчик» — містер Макінтош, родич Джоржа
- 1974: «Північна рапсодія» — Кузьма Петрович, продавець
- 1974: «Царевич Проша» — король Каторз Дев'ятий
- 1974: «Фитиль» (короткометражний) — відвідувач фотоательє / жінка на фотографії
- 1974: «Автомобіль, скрипка і собака Клякса» — музикант, що грає на банджо і гітарі
- 1974: «Мій "Жигуль"» (короткометражний) — дядя Женя
- 1974: «Великий атракціон» — Галкін, режисер
- 1975: «Фініст — Ясний Сокіл» — Агафон, селянин
- 1975: «Крок назустріч» — людина в буфеті
- 1975: «Не може бути!» — тато нареченої
- 1975: «Бульбашки» — водій «Запорожця»
- 1975: «Ау-у!» (Кіноальманах) — етнограф-учений
- 1976: «Маринка, Янка і таємниці королівського замку» — принц Кукімор
- 1976: «Веселі сновидіння, або Сміх і сльози» — Крівеллі, міністр без портфеля, валет Пік
- 1976: «Поки б'є годинник» — дідусь Маші / Великий Садівник
- 1976: «Синій птах» — цукор
- 1976: «12 стільців» — гробових справ майстер Безенчук
- 1976: «Сонце, знову сонце» — дід
- 1977: «Ці неймовірні музиканти, або Нові сновидіння Шурика» (фільм-спектакль) — Боягуз
- 1978: «Історія з метранпажем» (короткометражний) — Семен Миколайович Калошин, адміністратор готелю
- 1980: «По сірники» — Тахво Кенонен
- 1980: «Комедія давно минулих днів» — Боягуз
- 1981: «Руки вгору!» — Фонді-Монді-Дунді-Пек, агент Рекс-000
- 1985: «Суперниці» — Іван Степанович, дід Наталії, проживає у моря біля Сочі
- 1985: «Небезпечно для життя!» — Олександр Петрович Чоколов, місцевий житель, алкоголік
- 1986: «Подорожі пана Ляпки» — Аполлінарій Бай, король Королівства Казок
- 1992: «Постріл у труні» — полковник Закусняк
- 1992: «Господа артисти» — перукар Ніл Палич
- 1993: «Браві хлопці» — Василь Грибоєдов
- 1994: «Кілька любовних історій» — аптекар Форнарі
- 1994: «Хагі-Траггер» — Генріх Янович, ляльковий майстер

### Озвучування
- 1946: «Хвіст павича» — Лікар Айболить
- 1947: «Горбоконик» — спальник
- 1951: «Висока гірка» — горобець Чік
- 1953: «Чарівний магазин» — маг-завмаг
- 1953: «Це що за птах?» — Гусь
- 1954: «„Стріла“ відлітає в „Казку“» — дід Лісник-Лісовик
- 1954: «Козел-музикант» — перший їжак
- 1955: «Горіховий прутик» — Клоанца
- 1955: «Сніговик-поштовик» — сніговик-поштовик
- 1955: «Хоробрий заєць» — хоробрий заєць
- 1955: «Зачарований хлопчик» — Розенбом, дерев'яний боцман / один з гусей
- 1956: «Гидке каченя» — індик/півні/гуска/кіт
- 1956: «Кораблик» — мураха
- 1956: «Дванадцять місяців» — ворон / глашатай у зеленому / папуга / Лютий
- 1957: «У певному царстві» — заморський принц / дяк
- 1957: «Привіт друзям!» — Фанфан-репортер
- 1957: «Чудесниця» — півень
- 1957: «Казка про Снігуроньку» — дід
- 1958: «Кішкін дім» — козел / грач-пожежник
- 1958: «Краса ненаглядна» — труха
- 1958: «Ми за сонечком йдемо» — їжачок
- 1958: «Казка про Мальчіша-Кібальчіша» — дідусь / буржуїнський генерал-англієць
- 1958: «Хлопчик з Неаполя» — маленький синьйор
- 1958: «Спортландія» — Хоттабич з книги
- 1959: «Пригоди Буратіно» — Джузеппе
- 1959: «Рівно о третій п'ятнадцять…» — олівець
- 1959: «Три дроворуба» — бульбашка
- 1960: «Різні колеса» — півень
- 1960: «Чоловічка намалював я» — кондитер / поет, бажаючий слави
- 1960: «13-ий рейс» — заєць
- 1960: «Кінець чорної топі» — Лєший
- 1960: «Крокодил» № 2 (мультиплікаційний) — патефон / ніж
- 1960: «Непитущий горобець» — Горобець
- 1960: «Три зятя» — старий
- 1961: «Дорога копійка» — п'ятак-сторож
- 1961: «Дракон» — збирач податкыв
- 1961: «Ключ» — Микола Миколайович Захаров
- 1961: «Мурашка-хвалько» — коник-стрибунець
- 1961: «Чиполліно» — кактус
- 1962: «Дві казки» — заєць
- 1962: «Тільки не зараз» — чарівник «Зараз»
- 1962: «Королева Зубна щітка» — дідусь Мило
- 1963: «Казка про старого кедра» — гриб / колобок
- 1963: «Слідопит» — школяр Вася Петров
- 1963: «Бабушкін козлик» — 3-й вовк
- 1963: «Світлячок № 3» — світлячок
- 1963: «Три товстуни» — продавець повітряних куль
- 1964: «Життя і страждання Івана Семенова» — лікар
- 1964: «Хто поїде на виставку?» — браковний чоловічок
- 1964: «Хоробрий кравчик» — міністр / трубач
- 1964: «Півень і фарби» — півень
- 1964: «Дюймовочка» — коник-музикант / один з трьох заможних кротів
- 1964: «Хочете — вірте, хочете — ні…» — лектор
- 1965: «Ваше здоров'я!» — хвороба / мікроб
- 1965: «Ні богу, ні чорту» — тесля Кузьма
- 1965: «Веселі чоловічки» — Олівець
- 1965: «Тікі-Ріккі-Таві» — старий мангуст
- 1965: «Світлячок № 6» — індик
- 1966: «Про бегемота, який боявся щеплень» — вовк / крокодил
- 1966: «Піди туди — не знаю куди …» — текст від автора
- 1966: «Сьогодні день народження» — диспетчер на вокзалі / кіт
- 1966: «Хвости» — заєць
- 1967: «Люстерко» — заєць
- 1967: «Паровозик з Ромашкова» — дорослий пасажир
- 1967: «Казки для великих і маленьких» — заєць
- 1967: «Слоненя» (анімаційний) — павіан
- 1967: «Машинка часу» — футбольний уболівальник
- 1967: «Раз-два, дружно!» — заєць / одновухий вовк
- 1967: «Казка про золотого півника» — мудрець-зорезнавець / гармаш
- 1967: «Чесне крокодиляче» — паровоз
- 1968: «Козеня, яке рахувало до десяти» — кінь
- 1968: «Хочу бодатися!» — заєць
- 1969: «Вкрадений місяць» — Місяць
- 1969: «Розсіяний Джованні» («Весела карусель № 1») — листоноша
- 1970: «Бобри йдуть по сліду» — бобер-вчитель
- 1971: «Лошарик» — лев
- 1972: «Розповіді старого моряка» — пінгвін-вихователь
- 1973: «Як це сталося» — Іграшка-Клоун
- 1973: «Небилиці в особах» («Весела карусель № 5») — Єгор
- 1974: «Мішок яблук» — тато заєць
- 1974: «Самі винні» — тато заєць
- 1975: «У гостях у гномів» — Гном
- 1975: «Коник-Горбоконик» — спальник / епізодичні персонажі
- 1975: «Спадщина чарівника Бахрама» — Бахрам
- 1976: «Всі нетямущі» — черв'ячок-інтелігент
- 1976: «Зайка-зазнайка»  — Зайка-зазнайка
- 1977: «Зайченя і муха» — Горобець
- 1977: «Як гриби з горохом воювали» — стручок
- 1977: «Квартет „Ква-ква“» — Жук
- 1978: «Дід Мороз і Сірий вовк» — заєць
- 1978: «Як каченя-музикант став футболістом» — каченя-хуліган
- 1978: «Робінзон Кузя» — Кіт
- 1979: «Як лисиця зайця наздоганяла» — заєць
- 1979: «З кого брати приклад» — строкатий півень
- 1979: «Канікули в Простоквашино» — бобер
- 1980: «Перший автограф» — бобер
- 1981: «Зимова казка» — снігур
- 1982: «Бюро знахідок» — папуга Степанич
- 1982: «Пригоди чарівного глобуса, або Витівки відьми» — Мудрий ворон, чаклунка Клоанса
- 1982: «Джерело Солодкий» — півень / теля
- 1983: «Жив у бабусі козел» — Зайка
- 1983: «Найменший гном» — півень
- 1983: «Слідство ведуть Колобки» — продавець морозива
- 1984: «Підземний перехід» — вужик
- 1984: «Хочу місяць» — лорд-канцлер
- 1984: «Не хочу і не буду» — кіт
- 1984: «Слоненя пішло вчитися» — кіт
- 1984: «Як щеня вчилося плавати» — лебідь
- 1984-1987: «Домовичок Кузя» — домовичок Кузя
- 1986: «Снегурята» — опудало
- 1991: «Микола Угодник і мисливці» — оповідач
- 1991: «Гостя» — оповідач
- 1993: «Два шахрая» — оповідач
- 1994: «Фантазери з села Угори» — Кащей Безсмертний
- 1994—1995: «Шарман, шарман!»